# Captura del vapor Anhambai
El 6 de enero de 1865 las tropas paraguayas, a bordo del Yporá y el Río Apa, asaltan y capturan al vapor brasileño Anhambai en el río San Lorenzo en zona del Mato Grosso. Esta acción fue la última de la Campaña del Mato Grosso, primera fase de la Guerra de la Triple Alianza.

## El Vapor
Es un buque con casco de hierro impulsado por ruedas laterales por una máquina a vapor de dos cilindros verticales y oscilantes de 40 hp, alimentada por una caldera de forma rectangular con dos bocas de fuego. Tuvo dos piezas de calibre 32.
Sus medidas son: 
- Eslora total: 41,2 m
- Manga de construcción: 6,11 m
- Manga total: 8,10 m
- Puntal: 2,44 m
- Calado: 1,20 m

Este es uno de los buques que escaparon de la escuadra brasileña, metiéndose en el río Manduvirá y quedando finalmente en Vapor Cué, de donde fue rescatado del barro y puesto en ese magnífico Monumento Nacional actual.